# Conrad Dubbelman
Conrad Dubbelman OPraem (* 12. Oktober 1894 in Rotterdam; † 20. Dezember 1977) war ein niederländischer Ordensgeistlicher und römisch-katholischer Bischof von Jabalpur.

## Leben
Conrad Dubbelman trat der Ordensgemeinschaft der Prämonstratenser bei und empfing am 15. August 1920 das Sakrament der Priesterweihe. Am 23. Mai 1933 ernannte ihn Papst Pius XI. zum ersten Apostolischen Präfekten von Jubbulpore (später: Jabalpur).
Dubbelman wurde am 18. Juli 1954 infolge der Erhebung der Apostolischen Präfektur Jabalpur zum Bistum erster Bischof von Jabalpur. Der Internuntius in Indien, Erzbischof Martin Lucas SVD, spendete ihm am 19. Oktober desselben Jahres die Bischofsweihe; Mitkonsekratoren waren der Erzbischof von Nagpur, Eugene Louis D’Souza MSFS, und der Bischof von Raigarh-Ambikapur, Oscar Sevrin SJ. Conrad Dubbelman nahm an der ersten und zweiten Sitzungsperiode des Zweiten Vatikanischen Konzils teil.
Am 17. Dezember 1965 nahm Papst Paul VI. das von Conrad Dubbelman vorgebrachte Rücktrittsgesuch an und ernannte ihn zum Titularbischof von Adada.